# Jaskier alpejski
Jaskier alpejski (Ranunculus alpestris L.) – gatunek roślin z rodziny jaskrowatych. Występuje w górach południowej i środkowej Europy. W Polsce rośnie tylko w Tatrach.

## Morfologia

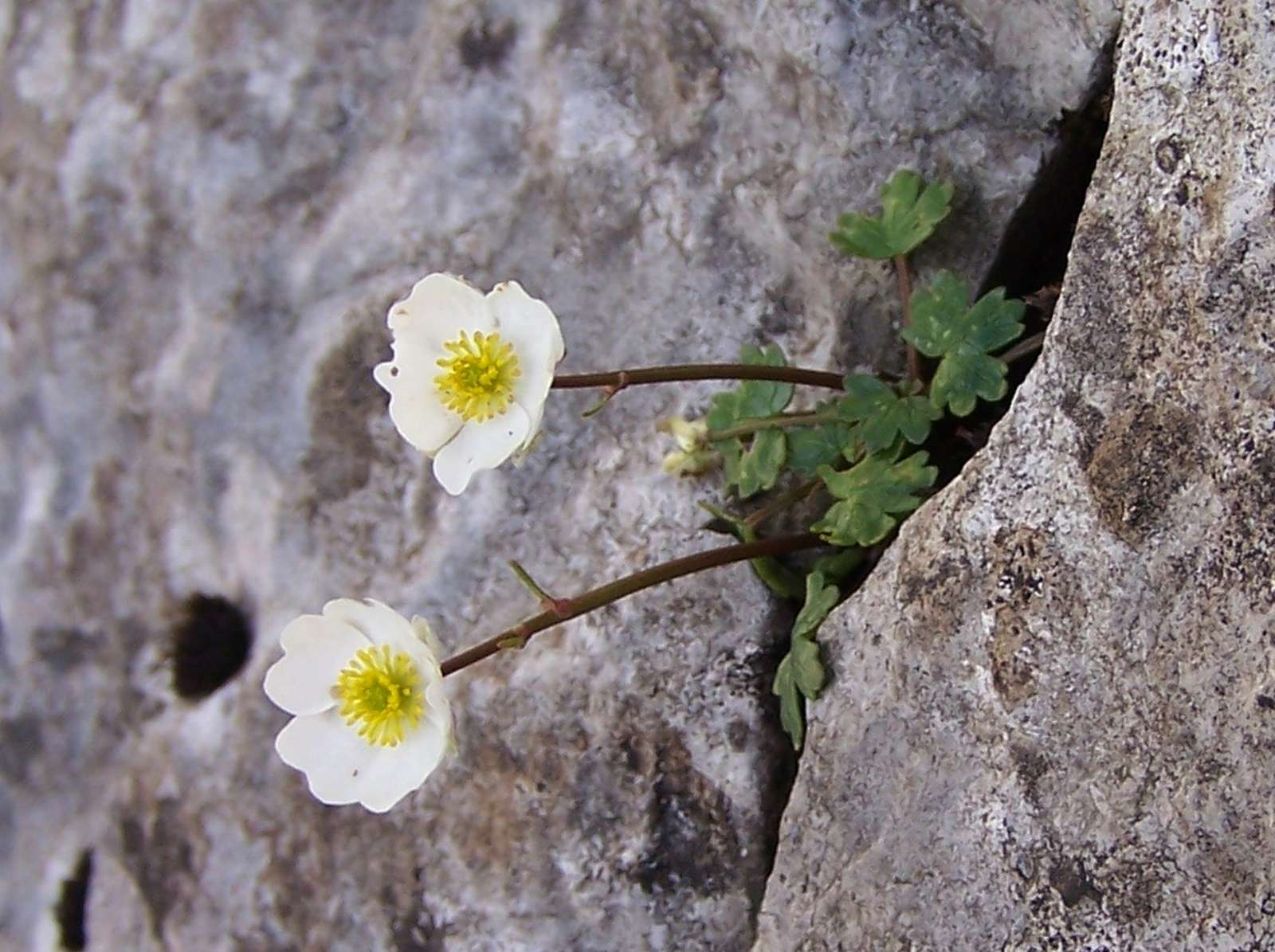
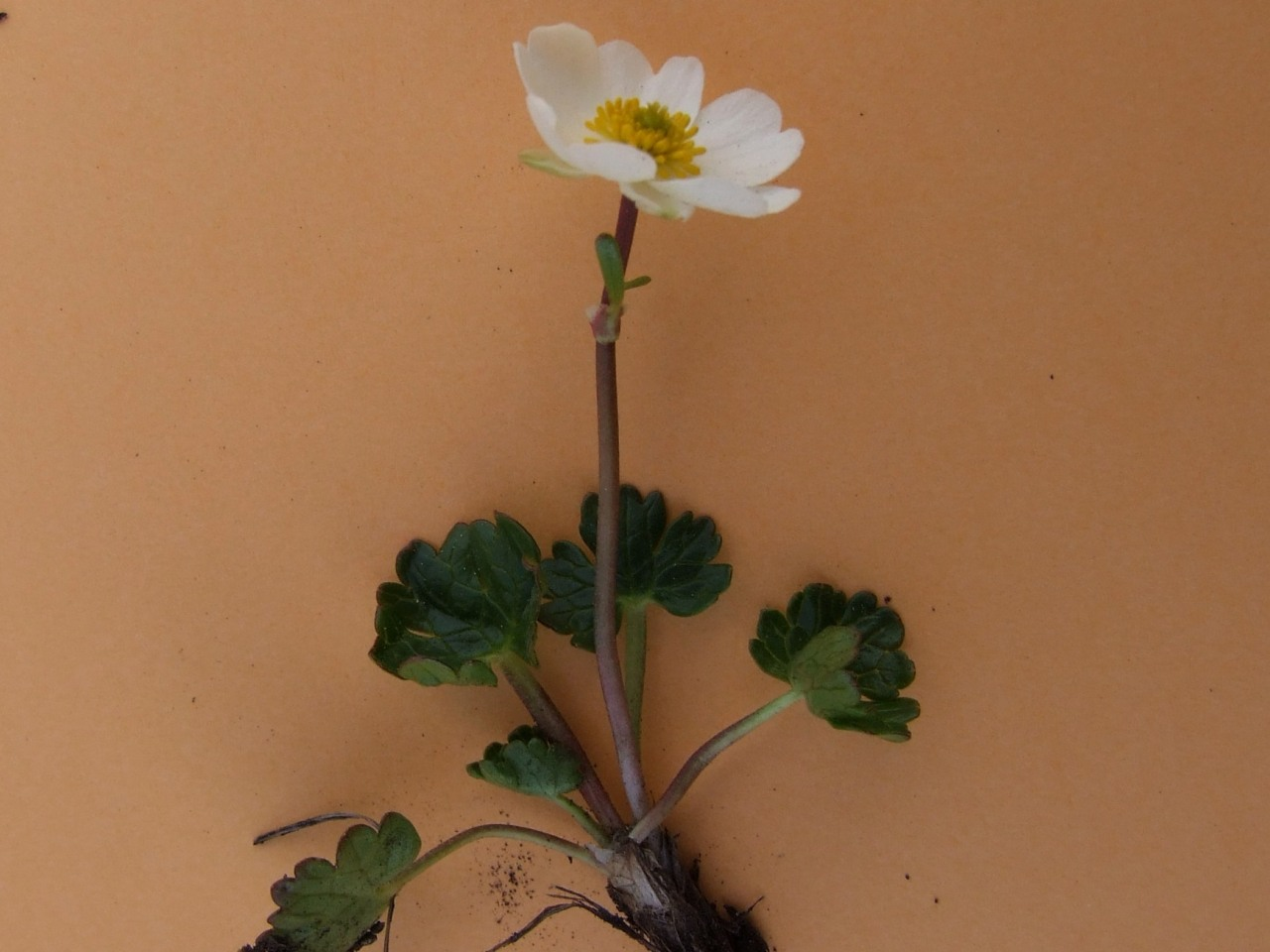
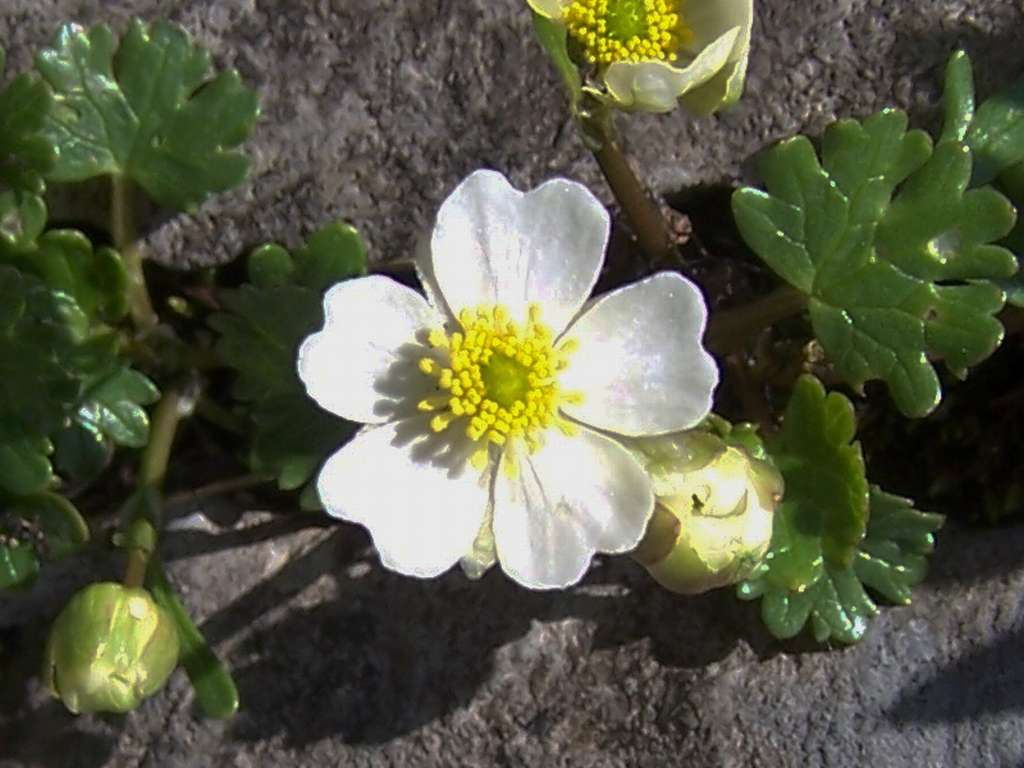

PokrójRoślina wieloletnia, rosnąca pojedynczo. Jej wielkość jest w dużym stopniu uzależniona od warunków środowiska. W miejscach bardziej wilgotnych i położonych niżej, tworzy bujne kępy o dużych kwiatach i liściach. W miejscach leżących wyżej, bardziej suchych i silniej nasłonecznionych jest drobniejszy.
ŁodygaŁodyżka kwiatowa ma wysokość 10 – 20 cm. Wyrastają z niej drobne listki, zupełnie innego kształtu niż liście odziomkowe. Listki na łodyżce kwiatowej są równowąskie, lub trójdzielne i ustawione są naprzemianlegle. Na jednej łodyżce jest od jednego do trzech takich listków.
LiścieOkrągłe lub nerkowate blaszki liściowe o głęboko ząbkowanych klapach tworzą worzą kępkę liści odziomkowych. Liście łodygowe niepodzielone.
KwiatyJest jednym z nielicznych krajowych gatunków jaskrów o białych kwiatach. Na szczycie każdej łodyżki kwiatowej wyrasta pojedynczy, biały kwiat o średnicy 1 – 2 cm. Kielich jest nagi z zewnątrz. Korona kwiatu składa się z 5 jajowato-sercowatych płatków z wycięciem na szczycie. Kielich ma 5 wolnych, wgłębionych miseczkowato działek, które opadają bardzo wcześnie, bo zaraz po rozwinięciu się pączka kwiatowego.
OwocZielona, niewielka niełupka, posiadająca charakterystyczny, zagięty dzióbek.

## Biologia i ekologia
Bylina, hemikryptofit. Typowy gatunek górski. Kwitnie od maja do września. Jak u większości roślin górskich termin jego kwitnięcia związany jest z wysokością n. p. m. – czym wyżej, tym późniejszy termin kwitnięcia. Rośnie na wilgotnych skałkach, słabo zarośniętych zboczach gór, na piargach. Preferuje podłoże wapienne, ale można go też spotkać na podłożu granitowym (roślina umiarkowanie wapieniolubna). Jest typową roślina wysokogórską. Rośnie na wysokości od 800 do 2500 m n.p.m., a więc niemal na najwyższych szczytach Tatr. Głównie występuje w piętrze kosówki i w piętrze alpejskim. Gatunek charakterystyczny dla Ass. Arabidetalia coeruleae.

## Zastosowanie i uprawa
Jest uprawiany jako roślina ozdobna, szczególnie nadająca się do skalniaków, gdzie może rosnąć nie tylko w glebie, ale również pomiędzy skałami. Jest całkowicie mrozoodporny, może rosnąć w miejscu zacienionym, wymaga stale wilgotnej, próchniczno-piaszczystej gleby wapiennej. Rozmnaża się go przez wysiew nasion jesienią, lub przez podział rozrośniętych kęp. 